# Climacoptera pjataevae
Climacoptera pjataevae là loài thực vật có hoa thuộc họ Dền. Loài này được U.P.Pratov mô tả khoa học đầu tiên năm 1986.